# منتخب مولدافيا لكرة القدم الشاطئية
منتخب مولدافيا لكرة القدم الشاطئية هو ممثل مولدافيا الرسمي في المنافسات الدولية في كرة القدم الشاطئية
، يديريه اتحاد مولدافيا لكرة القدم.